# یوسمتی لیکس (کالیفرنیا)
یوسمتی لیکس (به انگلیسی: Yosemite Lakes Park) یک منطقهٔ مسکونی در ایالات متحده آمریکا است که در شهرستان مادرا، کالیفرنیا واقع شده‌است. یوسمتی لیکس ۵۴٫۳۸۷ کیلومتر مربع مساحت و ۴٬۹۵۲ نفر جمعیت دارد و ۳۸۵ متر بالاتر از سطح دریا واقع شده‌است.